# Dolichurus apiciornatus
Dolichurus apiciornatus är en  stekelart som beskrevs av Kazuhiko Tsuneki 1977. Dolichurus apiciornatus ingår i släktet Dolichurus och familjen Ampulicidae. Inga underarter finns listade i Catalogue of Life.